# Nu-Mixx Klazzics Vol. 2
Albums de 2Pac
Beginnings: The Lost Tapes 1988–1991
(2007) Best of 2Pac
(2007)
Nu-Mixx Klazzics Vol. 2 (Evolution: Duets and Remixes) est un album posthume de remixes de 2Pac, sorti le 4 août 2007.
L'album s'est classé 2e au Top Independent Albums, 8e au Top R&B/Hip-Hop Albums et 45e au Billboard 200.

## Liste des titres
| No  | Titre | Contient un (des) sample(s) de                                       | Durée |
| --- | --- | -------------------------------------------------------------------- | ----- |
| 1.  | Picture Me Rollin' (featuring Kurupt et Butch Cassidy – Produit par Street Radio, Bob Perry et Arnold Mischkulnig) |                                                                      | 3:39  |
| 2.  | Keep Goin' (featuring Hussein Fatal – Produit par Street Radio)                                                    | Don't Stop de Tha Dogg Pound featuring 2Pac                          | 3:16  |
| 3.  | What'z Ya Phone # (featuring Candy Hill – Produit par Illmind)                                                     |                                                                      | 3:51  |
| 4.  | Staring Through My Rear View (featuring Dwele – Produit par Street Radio, Bob Perry et Arnold Mischkulnig)         |                                                                      | 4:15  |
| 5.  | Hail Mary (Rock Remix) (featuring The Outlawz – Produit par Ill Will Fulton)                                       |                                                                      | 4:20  |
| 6.  | Got My Mind Made Up (featuring The Outlawz et Kurupt – Produit par Street Radio, Bob Perry et Arnold Mischkulnig)  | The Watcher by Dr. Dre (1999)                                        | 5:12  |
| 7.  | Pain (featuring Styles P et Butch Cassidy – Produit par Black Jeruz)                                               |                                                                      | 4:53  |
| 8.  | Lost Souls (featuring The Outlawz – Produit par Street Radio, Bob Perry et Arnold Mischkulnig)                     |                                                                      | 4:37  |
| 9.  | Wanted Dead or Alive (Gangsta Party) (featuring Snoop Dogg – Produit par Jiggolo)                                  |                                                                      | 3:03  |
| 10. | Initiated (featuring Boot Camp Clik – Produit par Jake One)                                                        | Initiated de Daz Dillinger featuring Tha Dogg Pound, Outlawz et 2Pac | 3:46  |
| 11. | How Do U Want It (Produit par BIGG E.D.I.)                                                                         |                                                                      | 4:08  |
| 12. | Picture Me Rollin' (featuring The Outlawz – Produit par Claudio Cueni)                                             |                                                                      | 5:10  |

| 13. | Lost Souls (featuring Daz Dillinger et M-1 – Produit par Street Radio, Bob Perry et Arnold Mischkulnig) |                                                                      | 4:57 |
| 14. | Initiated (Alt Remix) (featuring Boot Camp Clik – Produit par Street Radio)                             | Initiated de Daz Dillinger featuring Tha Dogg Pound, Outlawz et 2Pac | 4:33 |